# چرچتون (مریلند)
چرچتون (به انگلیسی: Churchton) یک منطقهٔ مسکونی در ایالات متحده آمریکا است که در شهرستان آنا آروندل، مریلند واقع شده‌است.